# Конезер'я
Конезер'я (рос. Конезерье) — присілок у Лузькому районі Ленінградської області Російської Федерації.
Населення становить 150 осіб. Належить до муніципального утворення Володарське сільське поселення.

## Історія
Згідно із законом від 28 вересня 2004 року № 65-оз належить до муніципального утворення Володарське сільське поселення.

## Населення
| 1838 | 1862 | 1953 | 1961 | 1997 | 2007 | 2010 |
| ---- | ---- | ---- | ---- | ---- | ---- | ---- |
| 186  | ↗245 | ↘117 | ↘110 | ↗117 | ↗149 | ↗150 |